# Полисиа ди Сегуранса Публика
«Полисиа ди Сегуранса Публика» (порт. Polícia de Segurança Pública, кит. 警察) — футбольный клуб из Тайпа (Макао), выступающий в первом дивизионе чемпионата Макао.

## История
Клуб был основан в Тайпе, представляет полицию Макао. На его счету пять титулов: четыре титула чемпиона Макао и Кубок Макао. Последний раз в клуб стал чемпионом 2005 году.
В 2000 году клуб единственный раз принимал участие международном турнире, Лиге чемпионов АФК, где в 1-м квалификационном раунде был выбит из турнира сингапурским клубом Home United.

## Достижения
- Чемпион Макао: 4

1949, 1973, 2000, 2005
- Кубок Макао: 1

2007

## Состав на сезон 2007 г
|  | - 1 Лён Чёнь Кит - 2 Чау Кёй Вин - 3 Чау Ваи Чхой - 4 Чхой Так Син - 5 Лам Мань Лён - 6 Сиу Минь Чёнь - 7 Лён Чань Пон - 9 Чау Кёй Фа - 10 Лён Лап Сань - 11 Ау Ка Чёнь |  | - 12 Хо Ка Чёнь - 13 Фун Ка Лок - 15 Лён И Хан - 16 Лам Кит Фу - 17 Чён Кит Лён - 18 Чань Мань Фаи - 19 Хо Кинь Лаи - 20 Чун Ят Чи - 21 Соариш - 23 Ю Хун Фаи |